# 계란계란
계란계란(1984년 11월 30일 ~ )은 대한민국의 만화가이다.
2009년 다음 만화속 세상에서 [삼백이론]으로 데뷔하여 [학원기이야담], [헌티드 스쿨], [오늘은 자체 휴강]을 연재하고, 빅툰에서 성인웹툰 [남녀상열증후군]을 연재한 만화가이다. 학원기이야담은 기간한정으로 만화책으로도 만들어졌으며 헌티드 스쿨의 경우는 TRPG로도 제작되었다.
<유사과학 탐구영역>도 연재완료. 단행본으로 발간됨.